# Антоніос Пападопулос
Антоніос Пападопулос (грец. Αντώνιος Παπαδόπουλος, нар. 10 вересня 1999, Бад-Каннштатт, Німеччина) — грецький футболіст, центральний захисник швейцарського клубу «Лугано».

## Ігрова кар'єра

### Клубна
Антоніос Пападопулос народився у Німеччині в грецькій родині. Є вихованцем футбольного клубу Аален (футбольний клуб). У складі якого і дебютував на професійному рівні. 28 жотвня 2017 року він зіграв проти дублерів «Вердера» у турнірі Ліги 3. Влітку 2019 року футболіст перейшов до клубу «Галлешер», з яким два сезони також грав у Лізі 3.
У 2021 році Пападопулос перейшов до дортмунської «Боруссії». 7 серпня у кубковому матчі проти «Веена» Антоніос зіграв першу гру у складі «Боруссії». А 14 серпня він дебютував у Бундеслізі. У серпні 2022 року футболіст продовжив контракт з клубом до 2024 року. І восени того ж року він зіграв першу гру в Ліги чемпіонів. За три роки в команді Пападопулос провів лише п'ять матчів к першій команді, переважно граючи за дублерів у Лізі 3.
У червні 2024 року Пападопулос перейшов до швейцарського «Лугано», з яким підписав контракт на три роки.